# عزلة نمرة (المحويت)

تعديل مصدري - تعديل

عزلة نمرة هي إحدى عزل مديرية الخبت في محافظة المحويت اليمنية ويبلغ تعداد سكانها 9043 نسمة حسب التعداد السكاني في اليمن لعام 2004.